# Július Šimon
Július Šimon (ur. 19 lipca 1965 w Łuczeńcu) – słowacki piłkarz  grający na pozycji pomocnika. W swojej karierze 23 razy wystąpił w reprezentacji Słowacji i strzelił w niej 6 goli.

## Kariera klubowa
Karierę piłkarską Šimon rozpoczął w klubie FK Lučenec. Następnie grał w juniorach 1. PFC Poprad, a w 1987 roku został piłkarzem DAC Dunajská Streda. W sezonie 1987/1988 zadebiutował w jego barwach w pierwszej lidze czechosłowackiej. W klubie tym grał do jesieni 1993 roku i zaliczył w nim swój debiut w nowo powstałej lidze słowackiej.
Kolejnym klubem w karierze Šimona był 1. FC Košice. Grał w nim do końca sezonu 1994/1995, w którym zespół z Koszyc wywalczył wicemistrzostwo Słowacji. Z kolei w latach 1995–1997 Šimon występował w Spartaku Trnawa.
Latem 1997 Šimon został piłkarzem Austrii Wiedeń. W Austrii grał przez półtora roku i na początku 1999 przeszedł do innego pierwszoligowca, SV Ried. Jego zawodnikiem był przez pół sezonu.
Latem 1999 Šimon wrócił na Słowację i został piłkarzem Artmedii Petržalka. W trakcie sezonu 1999/2000 odszedł do DAC Dunajská Streda, w której zakończył karierę. W 2003 roku wznowił ją i ponownie grał w DAC. Z kolei w sezonie 2004/2005 występował w drugoligowej Kobie Senec. Od 2007 roku grał w amatorskich klubach Austrii.
| Sezon   | Klub                | Kraj           | Rozgrywki  | Mecze | Bramki |
| ------- | ------------------- | -------------- | ---------- | ----- | ------ |
| 1987/88 | DAC Dunajská Streda | Czechosłowacja | I. liga    | 4     | 0      |
| 1988/89 | DAC Dunajská Streda | Czechosłowacja | I. liga    | 22    | 3      |
| 1989/90 | DAC Dunajská Streda | Czechosłowacja | I. liga    | 28    | 3      |
| 1990/91 | DAC Dunajská Streda | Czechosłowacja | I. liga    | 24    | 4      |
| 1991/92 | DAC Dunajská Streda | Czechosłowacja | I. liga    | 27    | 2      |
| 1992/93 | DAC Dunajská Streda | Czechosłowacja | I. liga    | 27    | 8      |
| 1993/94 | DAC Dunajská Streda | Słowacja       | I. liga    | 7     | 0      |
| 1993/94 | 1. FC Košice        | Słowacja       | I. liga    | 21    | 6      |
| 1994/95 | 1. FC Košice        | Słowacja       | I. liga    | 19    | 7      |
| 1995/96 | Spartak Trnawa      | Słowacja       | I. liga    | 29    | 10     |
| 1996/97 | Spartak Trnawa      | Słowacja       | I. liga    | 30    | 14     |
| 1997/98 | Austria Wiedeń      | Austria        | Bundesliga | 33    | 9      |
| 1998/99 | Austria Wiedeń      | Austria        | Bundesliga | 13    | 1      |
| 1998/99 | SV Ried             | Austria        | Bundesliga | 6     | 0      |
| 1999/00 | Artmedia Petržalka  | Słowacja       | I. liga    | 12    | 3      |
| 1999/00 | DAC Dunajská Streda | Słowacja       | I. liga    | 14    | 6      |
| 2003/04 | DAC Dunajská Streda | Słowacja       | I. liga    | 15    | 2      |
| 2004/05 | Koba Senec          | Słowacja       | II. liga   | ?     | ?      |

## Kariera reprezentacyjna
W reprezentacji Słowacji Šimon zadebiutował 22 lutego 1995 roku w przegranym 0:5 towarzyskim meczu z Brazylią. Swoją pierwszą bramkę w kadrze narodowej strzelił 11 października 1995 w meczu eliminacji do Euro 96 z Polską (4:1). W swojej karierze grał też w eliminacjach do MŚ 1998. W kadrze narodowej od 1995 do 1997 roku rozegrał 23 mecze i strzelił 6 goli.
| Mecze i gole w reprezentacji | Mecze i gole w reprezentacji | Mecze i gole w reprezentacji      | Mecze i gole w reprezentacji | Mecze i gole w reprezentacji | Mecze i gole w reprezentacji | Mecze i gole w reprezentacji |
| #                            | Data                         | Stadion                           | Rywal                        | Wynik                        | Gol                          | Rozgrywki                    |
| 1995                         | 1995                         | 1995                              | 1995                         | 1995                         | 1995                         | 1995                         |
| ---------------------------- | ---------------------------- | --------------------------------- | ---------------------------- | ---------------------------- | ---------------------------- | ---------------------------- |
| 1.                           | 22.02.1995                   | Fortaleza, Brazylia               | Brazylia                     | 0:5                          | 0                            | towarzyski                   |
| 2.                           | 08.03.1995                   | Koszyce, Słowacja                 | Rosja                        | 2:1                          | 0                            | towarzyski                   |
| 3.                           | 16.08.1995                   | Trabzon, Turcja                   | Azerbejdżan                  | 1:0                          | 0                            | el. ME 1996                  |
| 4.                           | 06.09.1995                   | Koszyce, Słowacja                 | Izrael                       | 1:0                          | 0                            | el. ME 1996                  |
| 5.                           | 11.10.1995                   | Bratysława, Słowacja              | Polska                       | 4:1                          | 1                            | el. ME 1996                  |
| 6.                           | 15.11.1995                   | Koszyce, Słowacja                 | Rumunia                      | 0:2                          | 0                            | el. ME 1996                  |
| 1996                         |                              |                                   |                              |                              |                              |                              |
| 7.                           | 27.03.1996                   | Nitra, Słowacja                   | Białoruś                     | 4:0                          | 1                            | towarzyski                   |
| 8.                           | 24.04.1996                   | Trnawa, Słowacja                  | Bułgaria                     | 0:0                          | 0                            | towarzyski                   |
| 9.                           | 09.05.1996                   | Helsingborg, Szwecja              | Szwecja                      | 1:2                          | 0                            | towarzyski                   |
| 10.                          | 31.08.1996                   | Toftir, Wyspy Owcze               | Wyspy Owcze                  | 2:1                          | 0                            | el. MŚ 1998                  |
| 11.                          | 22.09.1996                   | Bratysława, Słowacja              | Malta                        | 6:0                          | 1                            | el. MŚ 1998                  |
| 12.                          | 23.10.1996                   | Bratysława, Słowacja              | Wyspy Owcze                  | 3:0                          | 1                            | el. MŚ 1998                  |
| 13.                          | 13.11.1996                   | Santa Cruz de Tenerife, Hiszpania | Hiszpania                    | 1:4                          | 0                            | el. MŚ 1998                  |
| 1997                         |                              |                                   |                              |                              |                              |                              |
| 14.                          | 02.02.1997                   | Cochabamba, Boliwia               | Boliwia                      | 1:0                          | 0                            | towarzyski                   |
| 15.                          | 05.02.1997                   | Alajuela, Kostaryka               | Kostaryka                    | 2:2                          | 0                            | towarzyski                   |
| 16.                          | 11.03.1997                   | Sofia, Bułgaria                   | Bułgaria                     | 1:0                          | 0                            | towarzyski                   |
| 17.                          | 31.03.1997                   | Ta’ Qali, Malta                   | Malta                        | 2:0                          | 0                            | el. MŚ 1998                  |
| 18.                          | 29.04.1997                   | Trnawa, Słowacja                  | Islandia                     | 3:1                          | 2                            | towarzyski                   |
| 19.                          | 08.06.1997                   | Belgrad, Jugosławia               | Jugosławia                   | 0:2                          | 0                            | el. MŚ 1998                  |
| 20.                          | 24.08.1997                   | Bratysława, Słowacja              | Czechy                       | 2:1                          | 0                            | el. MŚ 1998                  |
| 21.                          | 10.09.1997                   | Bratysława, Słowacja              | Jugosławia                   | 1:1                          | 0                            | el. MŚ 1998                  |
| 22.                          | 24.09.1997                   | Bratysława, Słowacja              | Hiszpania                    | 1:2                          | 0                            | el. MŚ 1998                  |
| 23.                          | 11.10.1997                   | Praga, Czechy                     | Czechy                       | 0:3                          | 0                            | el. MŚ 1998                  |